# ギンタラス・ステポナヴィチュス
ギンタラス・ステポナヴィチュス（Gintaras Steponavičius、1967年7月23日 - ）は、リトアニアの政治家。元教育科学相。

## 経歴
1985年、ヴィリニュス・アンタナス・ヴィエヌオリス中等学校を卒業。1992年、ヴィリニュス大学法学部を卒業。1990年にはオランダのハーグで学んだ。その後1991年にデンマーク・コペンハーゲン、1992年に英国バーミンガム、1994年にイタリア・フィレンツェ、1999年にオランダ・フローニンゲンでも学んだ。1995年から1999年までヴィリニュス大学国際関係政治科学研究所の博士課程に在籍するも、学位は取得していない。
2000年からセイマス（国会）議員を5期務める。2008年12月から2012年まで教育科学相。
2016年、汚職疑惑が浮上。2017年5月22日、国会内の自由運動会派を離脱した。